# Warmolt Tonckens (1782-1865)
Warmolt Tonckens (Westervelde, 3 mei 1782 - Assen, 14 januari 1865) was een Nederlands jurist en burgemeester.

## Leven en werk
Tonckens was een zoon van de Drentse gedeputeerde Joachimus (Lunsingh) Tonckens (1753-1821) en Maria Hellinga. Hij werd geboren in het Huis te Westervelde. Hij studeerde rechten aan de universiteit van Groningen en promoveerde aldaar in 1805. Tonckens vestigde zich als advocaat en procureur in Eelde. Hij vervulde in deze plaats het burgemeesterschap van 1811 tot 1812 (maire) en van 1819 tot 1823 (burgemeester). Daarna zette hij zijn carrière voort binnen de rechterlijke macht, hij werd in 1838 vicepresident van het provinciaal gerechtshof te Assen en vanaf 1858 tot zijn dood was hij daar president. Tonckens was ridder in de Orde van de Nederlandse Leeuw.
Tonckens huwde op 8 juni 1806 met Froukje Jacobs Heemstra. Uit dit huwelijk werden negen kinderen geboren. Zijn naar hem genoemd kleinzoon Warmolt was de latere gouverneur van Suriname. Tonckens broer Johannes was burgemeester van Norg.

## Gemeentehuis Eelde
Na zijn vertrek naar Assen verhuurde Tonckens zijn woning in Eelde aan achtereenvolgens de burgemeesters Willem van Riessen en Engelke Johannes Anthonie Timmerman als ambtswoning. Ook zijn zoon de predikant Joachimus Lunsingh Tonckens bleef de woning na het overlijden van zijn vader in 1865 voor dit doel verhuren aan de toenmalige Eelder burgemeester Timmerman. In 1893 werd de woning door de gemeente Eelde gekocht, die het in 1896 verbouwde tot gemeentehuis. Tot 1939 heeft de voormalige woning van burgemeester Tonckens dienstgedaan als gemeentehuis.
- Nederlandse Thesaurus van Auteursnamen: 074003216
- Virtual International Authority File: 282722991
- WorldCat: E39PBJrgHJHykxfKbq6V4cp9Dq